# Мато де Турнер, Клоринда
Клоринда Мато де Турнер (11 ноября 1854, Coya, Калька, Куско — 25 октября 1909, Буэнос-Айрес) — перуанская писательница, жившая в ранний период латиноамериканской независимости. Её собственная независимость вдохновляла женщин её региона, а её произведения порождали многочисленные споры в перуанском обществе.

## Биография
Клоринда Мато родилась и выросла в Куско, Перу. Её отца звали Рамоном Торресом Мато, а мать — Гриманесой Консепсьон Усандиварес. Когда умерла её мать, Клоринда стала известна в городе как Лилия Анд («Azucena de los Andes»). Она была крещена под именем Гриманеса Мартина Мато, но её друзья и семья звали её Клориндой. Первоначально в её фамилии «Матто» присутствовала одна «T», но из-за своего увлечения инкской культурой она добавила ещё одну «T» дабы придать имени инкский оттенок.
Во времена своего детства и юности в Куско, бывшей столице инков, Матто проводила большую часть времени в семейном имении, Паулло Чико, расположенному возле деревни Койя (Coya). Будучи подростком, Клоринда училась в школе, теперь известной как Escuela Nacional de Educandas (Национальная женская средняя школа). Там она изучала дисциплины, которые считались неженскими в перуанском обществе. Она специализировалась в области независимых исследований, включавших в себя философию, естествознание и физику. Мато бросила школу в возрасте шестнадцати лет, чтобы проводить больше времени в заботе о своих брате и отце. В 1871 году, в возрасте 19 лет, она вышла замуж за англичанина Доктора Тюрнера, богатого землевладельца. Вскоре после свадьбы они переехали в город Тинта, где прожили 10 лет. В Тинте Матто де Турнер познавала 2 истории Перу: колониального периода и периода инков. Она стала очень хорошо осведомлённой о культуре коренных народов, с каждым днём увлекавшей её всё более. Подавляющая часть из написанного ею была вдохновлена познаниями о культуре индейцев. Она начала работать журналисткой в местных и иностранных газетах. В 1878 году Матто де Турнер основала журнал El Recreo de Casco, посвящённый литературе, науке, искусству и образованию. Она стала известна своими литературными произведениями, в которых в позитивном цвете изображала жизнь индейцев, что шло вразрез с тогдашней перуанской традицией. Несмотря на своё белое происхождение она была не согласна с репрессивными методами управления индейским населением Перу, использовав свои произведения как рассказы от их имени. В своих же работах Матто ратовала и за улучшение положения женщин в обществе.
В 1881 году умер её муж, оставив своё имение банкротом. Из-за невозможности по этим финансовым причинам оставаться в Тинте Матто де Турнер переехала в Арекипу, где стала работать главным редактором газеты La Bolsa Americana. В это время она опубликовала 2 тома "tradiciones cuzqueñas, " один в 1884 и второй в 1886 году. Также она написала драму Himacc-Suacc (1884) и перевела Евангелие на язык кечуа, родной для коренного населения Перу. Кроме своей литературной деятельности, она также занималась и общественной, в частности спонсировала создание линкора Almirante Grau.
Матто де Турнер в конце концов навсегда покинула Тинту, перебравшись в Лиму, но и там из-за её политических и спорных общественных публикаций часто вставал вопрос о возможной более безопасной жизни за пределами Перу. В Лиме она участвовала в различных литературных организациях и издательствах. В 1887 году Матто де Турнер стала директором El Peru Ilustrado, где она публиковала многие свои романы. Она напечатала 3 романа с 1889 по 1895 год: Aves Sin Nido (Птицы без гнезда), Indole (Символ) и Herencia (Наследие). Они рассказывали об индейцах, лишённых каких-либо гражданских прав, угнетённых обществом и потворствующим всему этому священникам. Наиболее известным романом Матто де Турнер был Птицы без гнезда (Aves Sin Nido, 1889). Это роман был скандальным из-за того, что в нём рассказывалось о любви между белым мужчиной и индейской женщиной, что считалось позором в Латинской Америке того времени. Причина по которой герои не могли быть вместе и которая раскрылась по ходу действия заключалась в том, что они оба были порождением блуда одного и того же священника. Птицы без гнезда не были её единственной скандальной работой. Матто де Турнер опубликовала в своей газете El Perú Illustrado также весьма спорный роман бразильского писателя Энрике Коэльо Нето. Всё это привело привело к её отлучению от церкви архиепископом.
В 1895 году Николас де Пьерола, президент Перу, вынудил её покинуть Перу. Она перебралась в Буэнос-Айрес в Аргентину, где продолжила свою литературную деятельность. В 1900 году она написала Boreales, Miniaturas y Porcelanas (Северяне, миниатюры и фарфоры), сборник эссе, включавший в себя «Narraciones históricas», важный историографический труд, показывающий в том числе желание Клоринды вернуться на Родину. В Буэнос-Айресе она основала Búcaro Americano; также проводила публичные лекции и написав множество статей для местной прессы. Большую часть своего времени она трудилась профессором в местном университете. В 1908 году она посетила Европу впервые в своей жизни, задокументировав свои впечатления от этой поездки в книге Viaje de Recreo (Путешествие для отдыха). Книга была опубликована в газете после её смерти в 1909 году.

## Первые издания её произведений
Традиции и легенды
- Perú: Tradiciones cuzqueñas. Arequipa: «La Bolsa», 1884.
- Tradiciones cuzqueñas. 2 vols. Lima: Torres Aguirre, 1886.
- Leyendas y recortes. Lima: «La Equitativa», 1893.

Художественная литература
- Aves sin nido. Lima: Imprenta del Universo de Carlos Prince, 1889.
- Índole. Lima: Imprenta Bacigalupi, 1891.
- Herencia. Lima: Imprenta Bacigalupi, 1893.

Биография, эпистолярная проза, путешествия и очерки
- Bocetos al lápiz de americanos célebres. Lima: Peter Bacigalupi, 1889.
- Boreales, miniaturas y porcelanas. Buenos Aires: Juana A. Alsina, 1909.
- Cuatro conferencias sobre América del Sur. Buenos Aires: Juan A. Alsina, 1909.
- Viaje de recreo: España, Francia, Inglaterra, Italia, Suiza, Alemana. Valencia: F. Sempere, 1909.

Театр
- Hima-Sumac: Drama en tres actos y en prosa. Lima: «La Equitativa», 1893.